# Heinz Becker (Trompeter)
Heinz Becker (* 28. Mai 1938 in Dresden) ist ein deutscher Jazzmusiker (Trompete, Flügelhorn, auch Waldhorn, Euphonium und Panflöte).
Nach privatem Unterricht an Klavier und Trompete spielt Becker ab 1962 in Tanzorchestern und im für den DDR-Jazz wichtigen Manfred Ludwig Sextett. Seit 1965 arbeitete er im Rundfunktanzorchester Berlin bzw. der Radio-Big Band Berlin(DDR). 1977 ist er an den Aufnahmen im Oktett des Pianisten und Komponisten Hans Rempel beteiligt, die unter dem Titel Number Six veröffentlicht werden. Er spielt vermehrt mit  Ernst-Ludwig Petrowsky, Günter Baby Sommer, Klaus Koch und Ulrich Gumpert, mit dessen Workshop Band er nun auch auf Tournee geht und die Platten (Tango für Gitti und Echos vom Karolinenhof) einspielt. 1982 nimmt er mit Johannes Bauer, Petrowsky, Dietmar Diesner, Koch und Helmut "Joe" Sachse seine erste eigene Platte Pan - Vielleicht Tau auf.
Anfang der 1980er siedelt er in die Bundesrepublik Deutschland über und lässt sich in Wuppertal nieder. Er spielt mit dem Globe Unity Orchestra, dem London Jazz Composers Orchestra, dem Anthony Braxton Creative Orchestra und dem Grubenklangorchester. Mit dem Wuppertaler Pianisten und Organisten Bernd Köppen spielt er im Duo die LP Tanz der Altarfiguren ein. Mit Louis Sclavis und John Lindberg gründet er das Trio Transition. Gemeinsam mit der Schauspielerin Isabel Zeumer und dem Keyboarder Karl-Heinz Stegmann erarbeitet er ein musikalisch-literarisches Programm um Texte von Else Lasker-Schüler, das auch auf CD veröffentlicht ist. Mit Kenny Wheeler, Paul Rutherford und anderen Bläsern entsteht die Produktion Pearls of Brass Play Eric Satie. Mit Lindberg und dem Rova Saxophone Quartet nimmt er sich auch Ginger and Fred - Music to Fellini's Film an. 
Tourneen und Konzerte führten Becker in die meisten Länder Europas und nach Asien.